# 1978 en jeu
Chronologie du jeu
- 1974
- 1975
- 1976
- 1977
- 1978
- 1979
- 1980
- 1981
- 1982

Cet article présente les faits marquants de l'année 1978 concernant le jeu.

## Évènements

### Compétitions
- 18 octobre : à Baguio, le Soviétique Anatoli Karpov remporte le championnat du monde d’échecs face à l’apatride Viktor Kortschnoi et conserve ainsi son statut de champion de monde.
- 31 octobre : le Japonais Hidenori Maruoka remporte le IIe championnat du monde d’Othello à New York.

## Sorties
- Gamma World, James M. Ward et Gary Jaquet, TSR
- RuneQuest, Steve Perrin et Greg Stafford, Chaosium